# Laulau Kattan Latte Site
Die Laulau Kattan Latte Site ist eine prähistorische archäologische Stätte auf der Insel Saipan in den Nördlichen Marianen. Das Bodendenkmal liegt in der Nähe der Küste von Laulau Bay. Offenbar war es ein kleines Dorf. Die Überreste lassen vier Fundamente von Latte-Stone-Häusern erkennen und man hat zahlreiche verstreute Keramikscherben gefunden. Die erste Beschreibung des Archäologie-Pioniers Alexander Spoehr in den 1940er Jahren berichtet, dass die Latte-Steine fast alle umgefallen und extrem verwittert waren.
Die Stätte wurde am 30. Oktober 2000 in das National Register of Historic Places aufgenommen.